# 언더그라운드 (1996년 영화)
《언더그라운드》(영어: Underground)는 대한민국의 1996년에 개봉한 액션 영화이다.

## 줄거리
폐광이 되어가는 한 마을에 혁과 빈이라는 두 청년이 있다. 동생 혁은 광부로 열심히 일하며 살아가고 있지만, 형 빈은 어느날부터인가 노름에 빠져 힘겨운 생활을 하고 있었다. 그러던중 광산 전체를 개조하여 영리 목적에 쓰려는 강호 일당이 나타나고 이들의 꼬임에 넘어간 형 빈은 이용만 당하다가 무참히 살해당하고 만다. 혁은 형의 복수를 위해 그들이 만든 언더그라운드라는 죽음의 링 위에 파이터로 서게 된다.

## 출연진
- 이광수 : 혁 역
- 최소희 : 미나 역
- 김광수 : 강호 역
- 홍채희 : 장미 역
- 정진화 : 사범 역
- 박광설 : 킬러 역
- 정봉연 : 비석 역
- 서장석 : 빈 역
- 오상훈 : 파이터 1 역
- 양해길 : 파이터 2 역
- 최명호 : 파이터 3 역
- 태민 : 조직원 1 역
- 정오표 : 조직원 2 역
- 정진태 : 조직원 3 역
- 김경민 : 조직원 4 역
- 전문식 : 조직원 5 역
- 정길명 : 소년혁 역
- 안성철 : 소년빈 역
- 봉만대 : 꽁지 역
- 성경순 : 아줌마 역
- 기오식 : 도박꾼 1 역
- 이석완 : 도박꾼 2 역
- 설미식 : 도박꾼 3 역
- 차희철 : 도박꾼 4 역
- 김문성 : 도박꾼 5 역
- 김영희 : 간호사 역
- 손범도 : 의사 역